# Pijavice
Pijavice so naselje v Občini Sevnica.